# Pusterla di Monforte
La Pusterla di Monforte era una delle porte minori (chiamate anche "pusterle") poste sul tracciato medievale delle mura di Milano.

## Storia
Il nome della porta sarebbe da ricondursi a un fatto storico risalente all'XI secolo. Nel 1028 il vescovo di Milano Ariberto da Intimiano era impegnato nella visita della diocesi suffraganea di Torino: interrogando il capo di un gruppo religioso sospettato di eresia, venne a sapere che gli abitanti di Monforte d'Alba (oggi in provincia di Cuneo) interpretavano in modo allegorico il dogma trinitario, negavano la necessità dei sacramenti e quindi del clero, molto probabilmente avendo abbracciato la dottrina dei catari.
In quello stesso anno pertanto, forze militari alle dipendenze di Ariberto da Intimiano assediarono ed espugnarono il castello di Monforte: la sua popolazione venne deportata a Milano ed invitata ad abiurare la propria fede. Coloro che rifiutarono - la maggior parte - vennero arsi sul rogo. 
La zona di Milano in cui sarebbero stati imprigionati gli eretici prese dunque il nome dal loro paese di provenienza, dando il nome alla pusterla, al futuro corso Monforte, che a sua volta l'avrebbe passato alla successiva porta ottocentesca. La pusterla di Monforte venne in seguito demolita: mancano però documenti che attestino questa demolizione, quindi l'anno di abbattimento della struttura è sconosciuto.